# Војислав Бесаровић
Војислав Бесаровић (Сарајево, 14. април 1883 — логор Јадовно јул 1941) био је политички и јавни радник, посланик у Босанско-херцеговачком сабору, члан Главног одбора Народног вијећа Словенаца, Хрвата и Срба у Загребу, члан Главног одбора Народног вијећа СХС за Босну и Херцеговину, члан делегације Краљевине СХС на мировној конференцији у Сен Жермену – 1919. год., потпресједник Општине града Сарајева, предсједник СКПД “Просвјета”, почасни конзул Краљевине Данске у Сарајеву.

## Биографија
У Сарајеву је завршио српску основну школу и гимназију. На правне науке одлази у Беч 1901. године, а за доктора права промовисан је пет година након тога 18. маја 1906. Током студија активно сарађује на оснивању академског друштва Рад у Бечу 1905. године, те је и у првом његовом одбору. У оквиру друштва активира се држањем предавања из босанскохерцеговачке економске проблематике. Након завршених студија и стицања докторске титуле Војислав се враћа у родни град и ступа на судску праксу као аускултант код Окружног суда, да би у јануару 1909. године кренуо са адвокатском праксом код адвоката Данила Димовића. Међутим, 1910. године напушта то мјесто и постаје секретар Трговачке и обртничке коморе, посвећујући се привредној струци у којој ће остати сав свој живот. Чинио је све да поправи опште стање у привреди, а његовим заузимањем више занатлија је послано на "узорне течајеве"  у Беч и Праг. Врло активно је судјеловао у друштву Привреди, гдје је био од 1912. потпредсједник и водио све друштвене послове, а учествовао је и у одбору трговачке омладине.
На политичком плану Војислав Бесаровић учествује као један од млађих у раду Српске народне организације (1907) и њених активности, како око уставне анкете, тако и у подршци осуђенима у загребачком процесу. Саборска 1910. година ће му донијети наслов народног посланика и друштвене обавезе проистекле из те позиције,те чланство и подпредсједничко мјесто у одбору новоосноване Српске читаонице (Српски клуб) у Сарајеву. У фебруару 1912. године био је изабран за народног посланика у округу бањалучко-бихаћком, што га је једно вријеме приближило и саборској групи Петра Кочића.
Љубав према гимнастици му је пробудио његов професор у гимназији Димитрије Матејић, каснији соколски вођа, тако да је као студент био члан атлетског клуба у Бечу, па једно вријеме и члан у француском гимнастичком друштву. У то вријеме је у Сарајеву постојало Српско гимнастичко друштво Душан Силни, чији је први старјешина био др Милан Јојкић, а стварни вођа Војиславов професор Матејић, па му 1909. године приступа, да би био ускоро изабран за старјешину, а његов гимназијски друг и дугогодишњи соколски сарадник Јово Поповић за замјеника, те су њих двојица успјела, а на основу закључака конференције делегата тадашњих српских гимнастичких удружења одржане у Сарајеву под јесен 1908. године, да се Душан Силни преименује у Српски Соко, да све соколе Босне и Херцеговине организују у једну соколску жупу новембра 1909, те је тако „ударен први темељ јединственом соколском раду између српских сокола у Босни и Херцеговини и осталим српским крајевим. Са новом организацијом мало су се и кориговала правила Српског сокола у Сарајеву.
Соколску мисао је овај двојац Бесаровић - Поповић ширио и преко чланака писаних у Српској ријечи, чији је члан управног одбора био Бесаровић, а настојао је да соколску организацију ближе повеже са савезом Побратимских друштава у чијем је главном одбору сједио. Поред сталних вјежбања настојао је да соколе повеже и забавом, па су у штампи честа обавјештења о њиховим излетима и разноврсним прославама. Са својим соколима Бесаровић учествује на видовданским слетовима у Раваници 1909. године, у Босанској Градишци 1911. године, на скупштини фрушкогорске жупе у Осијеку марта 1911, гдје су усвојена основна начела о јединству свих српских соколских организација и утаначени прописи о учешћу српског соколства на хрватском соколском слету одржаном у Загребу августа 1911. године, камо је Бесаровић отишао са 120 сокола из појединих друштава из Босне и Херцеговине. У Загребу се упознаје са старјешинством хрватског соколског савеза и осталим истакнутим представницима славенских соколских организација, али присуствује и сједници одбора Свеславенског соколског савеза као његов члан. Исте године је његов боравак у Прагу резултирао оснивањем српске соколске организације у том граду, а у новембру 1911. године Бесаровић заступа босанскохерцеговачку жупу на састанку српског соколства у Београду, гдје бива изабран за члана главног одбора и гдје су детаљно закључени сви прописи за судјеловање на I свеславенском слету у Прагу, који је одржан августа 1912. године и гдје Бесаровић учествује са 250 сокола из Босне и Херцеговине. Према ријечима Бесаровића он исте године покреће и питање учешћа муслиманских сокола, али оно и поред његове добре воље остаје неријешено. Међутим треба рећи да историјат муслиманског соколства није био резултат напора овог соколског старјешине.
За вријеме балканских ратова, жупа на челу са својим старјешином, један је од организатора купљења добровољних и достојних прилога за Црвени крст, што је у том моменту била једина могућа активност сокола обзиром да су за вријеме тзв. Скадарске кризе сва српска друштва, па и 40 соколских, била распуштена. Соколско дјеловање Бесаровићу је донијело познанства и сарадњу са др Лазом Поповићем, Војом Живановићем, др Миланом Метикошем, а нарочито је био везан присним пријатељством са др Срђаном Будисављевићем, са којим је често проводио вријеме у Загребу, а заједнички им је и боравак у Битољу новембра 1913. године на годишњици ослобођења овог градића, учествовање на скупштини свеславенског сокола у Бечу наредне године, али и покрајинском слету у Бањалуци на Видовдан 1914. године. „Управо је иза ручка држана седница управа друштава, када је старешина жупе званично обавештен о атентату у Сарајеву и од њега је под личном одговорношћу тражено, да се Соколи и Побратими разиђу кућама. Соколске заставе су савијене, настало је доба тешких патњи по сав честити свијет, настали су прогони Сокола.
Пола године након тога, 14. новембра 1914. Бесаровић је већ у Пешти као ―прости војник―, да би као политички сумњив био доведен у Сарајево, те ускоро оптужен ради злочина велеиздаје. Након истраге која је трајала од 16. новембра 1914. до 15. септембра 1915. године осуђен је као главни соколски организатор у окружном суду у Бањој Луци на такозваном Велеиздајничком процесу у Бањој Луци. на 18 година тешке тамнице. Осуђен је на 18 година највише због свог рада у Соколском покрету (Врховни суд БиХ му је снизио казну на 15 година затвора). Његово тамновање завршено је амнестијом политичких осуђеника приликом рођендана цара 1918. године, те су пуштени из травничког затвора гдје су служили казну.
Војислав Бесаровић није само пуштен из затвора, него је још прије завршетка рата, у септембру 1918. год. био враћен на мјесто секретара Трговачке и обртничке коморе, што је изазивало различите коментаре у граду, нарочито хрватске штампе. У Пленуму Народног вијећа Словенаца, Хрвата и Срба основаном 25. и 26. октобра 1918. године Бесаровић је био посланик и члан Главног одбора Народног вијећа за Босну и Херцеговину. У Народној влади, формираној након тога он је једно вријеме замјењивао Стевана Жакулу водећи војне послове, сарађујући са пуковником војске Народног вијећа Фрањом Радошевићем и у тој функцији. Дочекао је српску војску и пуковника Недића који су ушли у Сарајево поздрављајући их ватреним говором. Убрзо се са Стеваном Жакулом враћа обнови и раду у Соколском покрету.  Празник Сокола постаје 3. фебруар "када су пали Јовановић, Илић, Чубриловић", уводе ђурђевдански уранак као сталну прославу, а прослављање соколске славе Видовдана, настављено је и у новој држави. На тај значајни датум соколи би организовали покрајинске слетове, а 1934. године од 27. до 29. јуна је организован и II Покрајински слет Сокола Краљевине Југославије, чији је домаћин било Сарајево. Бесаровић је са оснивањем Сокола Краљевине Југославије остао старјешина сарајевске жупе, али и био укључен као један од три члана замјеника Савезне управе Савеза Сокола Краљевине Југославије,
Избијањем Другог свјетског рата и стварањем НДХ и успоставом њемачке и усташке власти ухапшен је 7. маја 1941. и убијен у логору Јадовно на Велебиту исте године.

## Одликовања
- Орден Светог Саве V реда
- Орден Југословенске круне IV реда